# Ligne d'Aillevillers à Plombières-les-Bains
La ligne d'Aillevillers à Plombières-les-Bains est une ancienne ligne ferroviaire française de faible longueur qui permettait la desserte de la station thermale de Plombières-les-Bains à partir de la gare d'Aillevillers, située sur la ligne de Blainville - Damelevières à Lure (relation Nancy – Lure). Elle est établie à cheval sur les départements de la Haute-Saône et des Vosges.
Jusqu'en 1971, une tranche du "Train des eaux" reliait directement Paris-Est à Plombières-les-Bains en saison.
Elle constituait la ligne no 053 000 du réseau ferré national. Historiquement, elle constituait la ligne 168 dans l'ancienne numérotation SNCF des lignes de la région Est, après avoir été la ligne 165 pour la compagnie des chemins de fer de l'Est.

## Historique
Cette ligne est concédée à la Compagnie des chemins de fer de l'Est par une convention signée le 17 juin 1873 entre le ministre des Travaux publics et la Compagnie. Cette convention est approuvée à la même date par une loi qui déclare la ligne d'utilité publique. La ligne n'a été mise en service que cinq ans plus tard par la même compagnie le 14 juin 1878.
Elle a été fermée au service des voyageurs le 3 avril 1977 et au service des marchandises le 1er octobre 1978. Elle a été ensuite déclassée (PK 0,215 à 10,815) le 17 septembre 1980. La voie a été déposée en 1981.
La plate-forme constitue désormais un sentier piétonnier. Le bâtiment des voyageurs de Plombières-les-Bains a été aménagé en casino.